# Filipstad (Gemeinde)
Koordinaten: 59° 43′ N, 14° 10′ O

Filipstad ist eine Gemeinde (schwedisch kommun) in der schwedischen Provinz Värmlands län und der historischen Provinz Värmland. Der Hauptort der Gemeinde ist Filipstad.

## Wirtschaft
Filipstad gehört zum mittelschwedischen Bergbaugebiet Bergslagen. Auf dem Gebiet der Gemeinde finden sich eine Reihe von Bergwerken und Hüttenwerken, die allerdings heute stillgelegt sind – die letzten Bergwerke in Nordmark und Persberg wurden 1980 geschlossen.

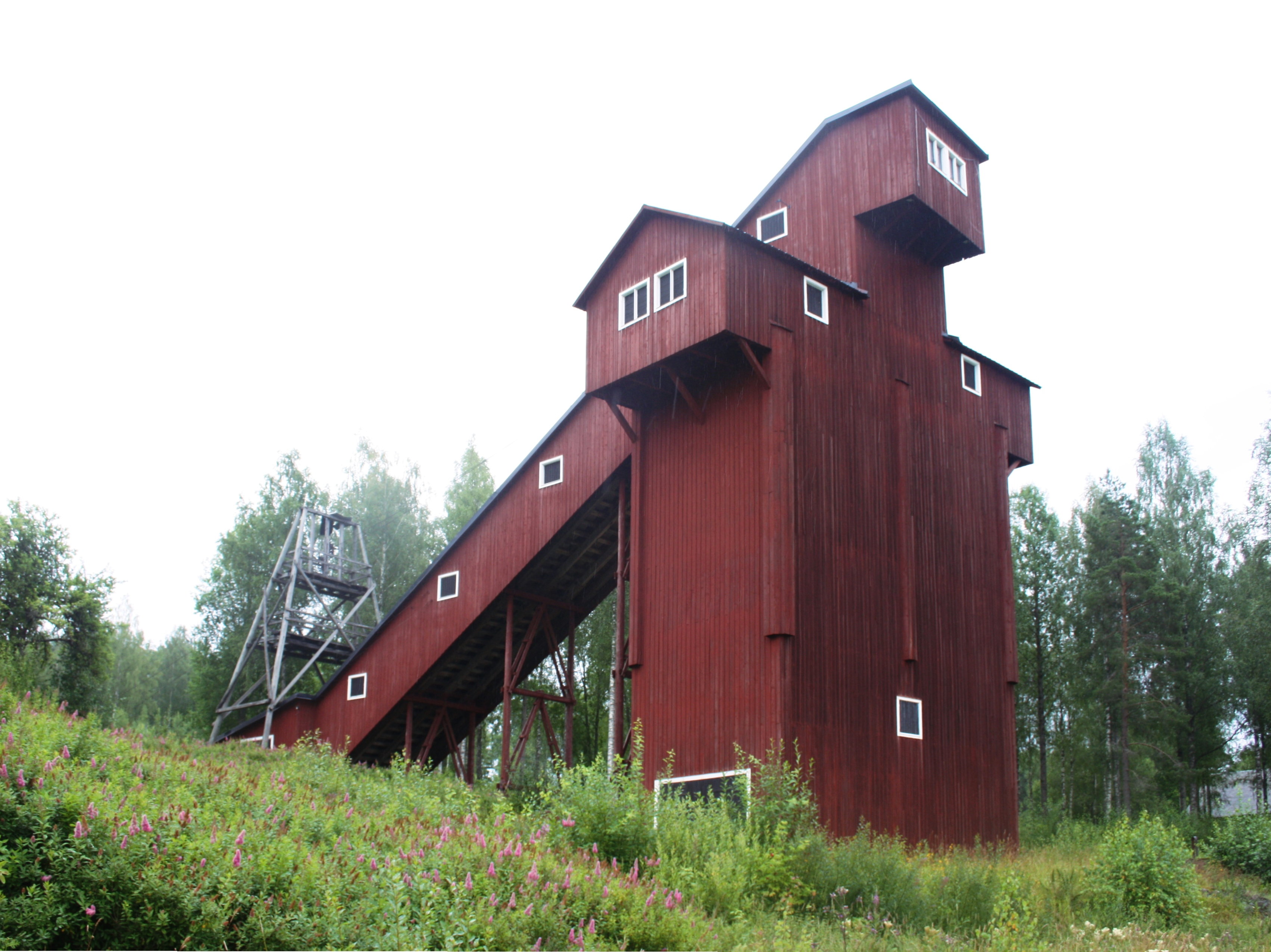
Bergwerk Nordmark
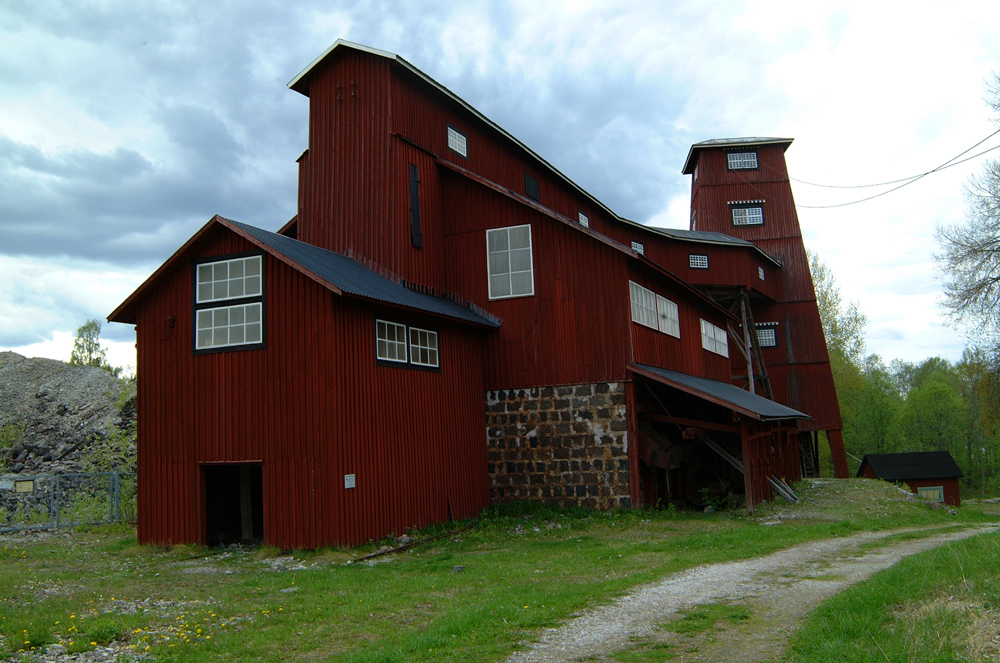
Bergwerk Långban
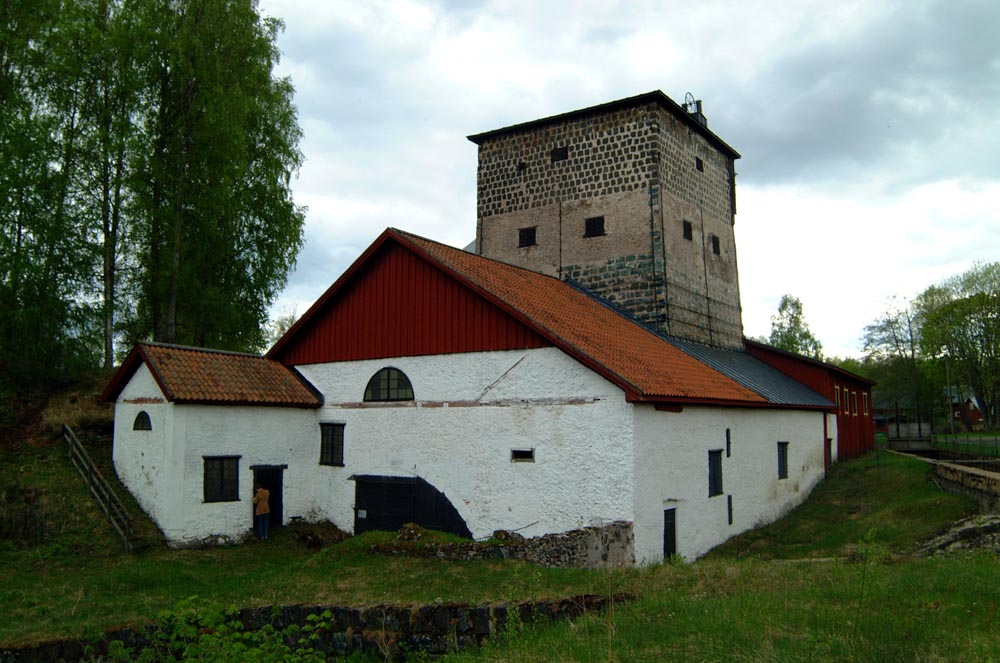
Eisenhütte Långban
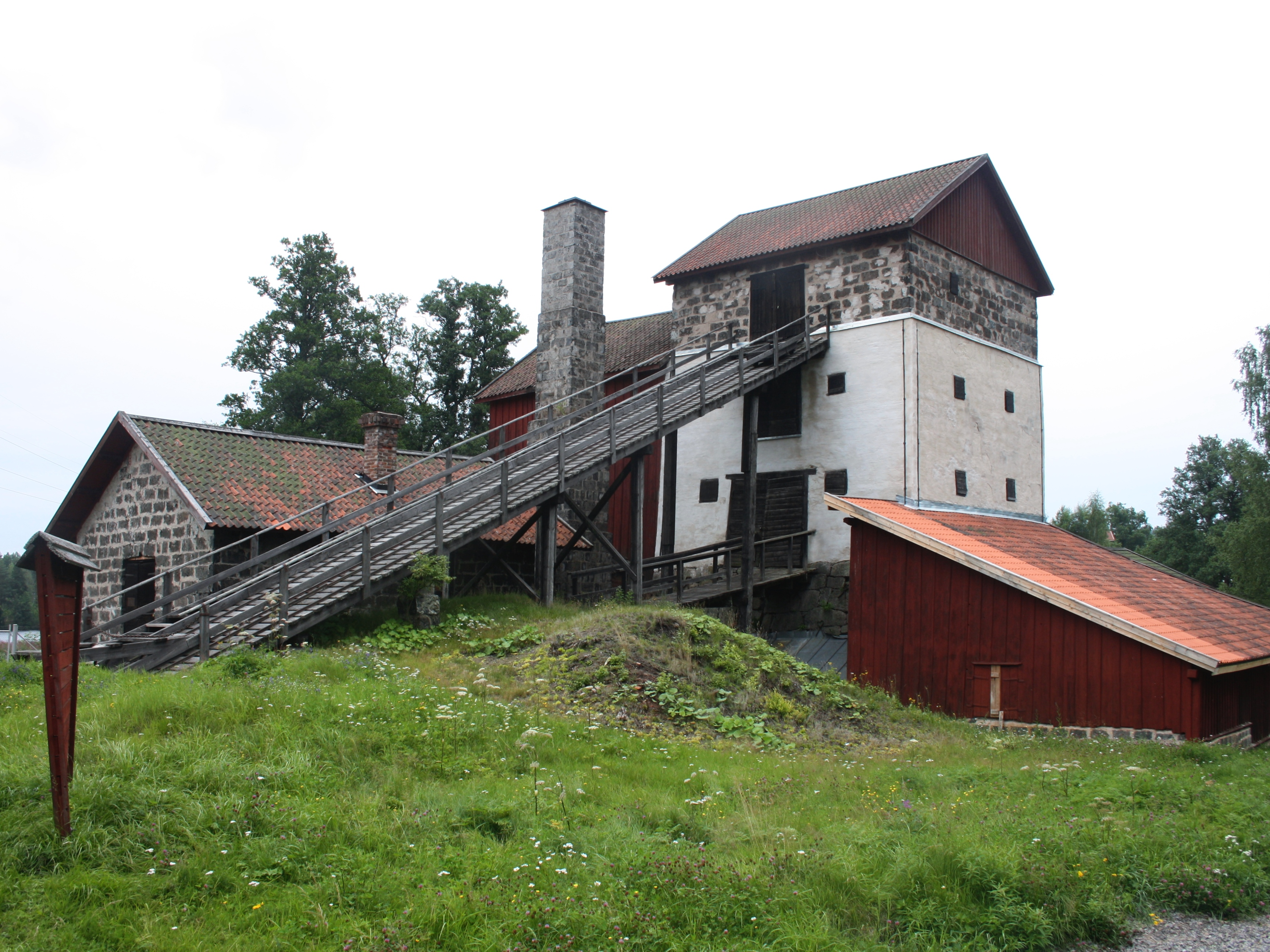
Eisenhütte Storbrohytta bei Filipstad
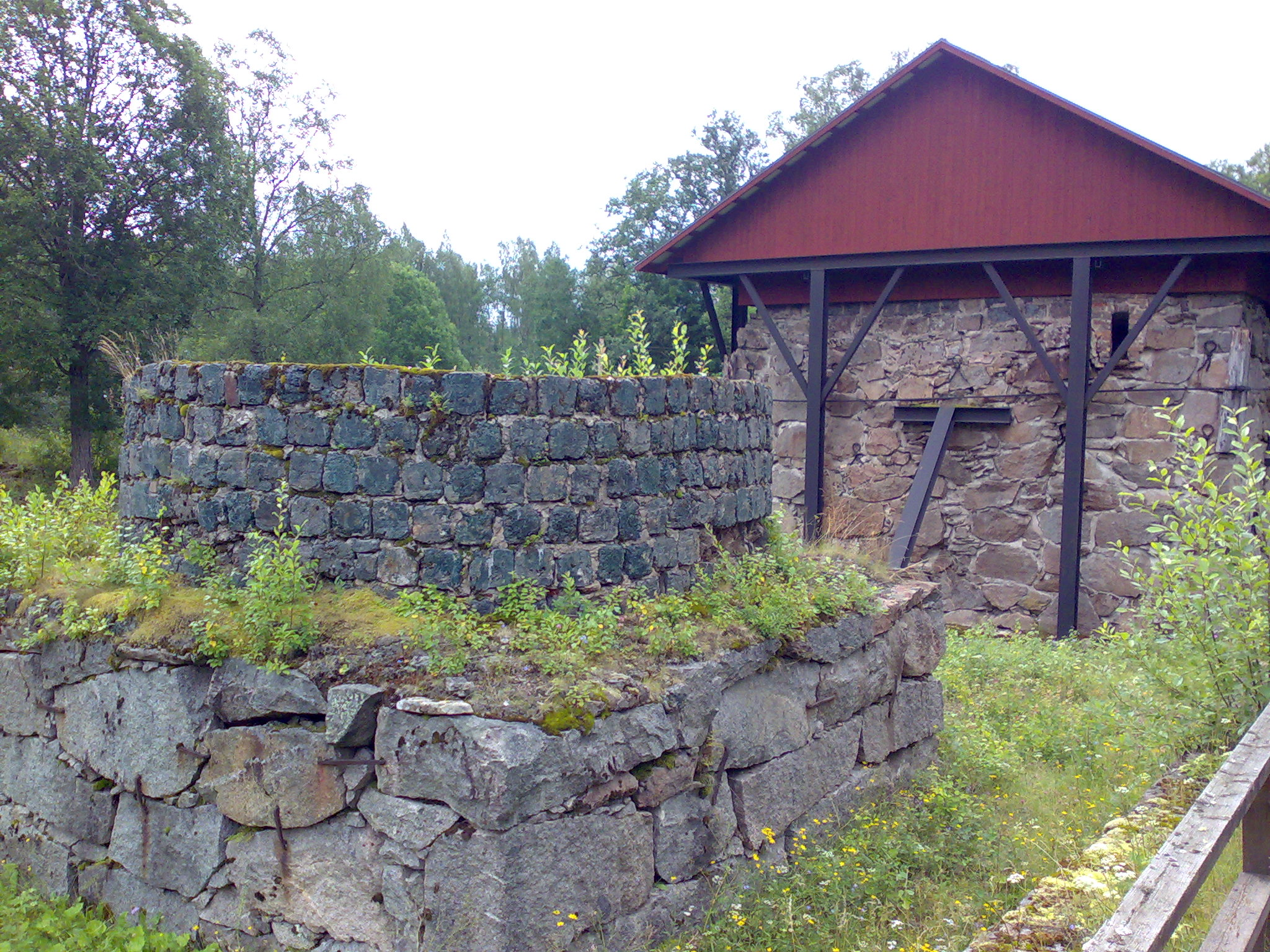
Eisenhütte Bosjön
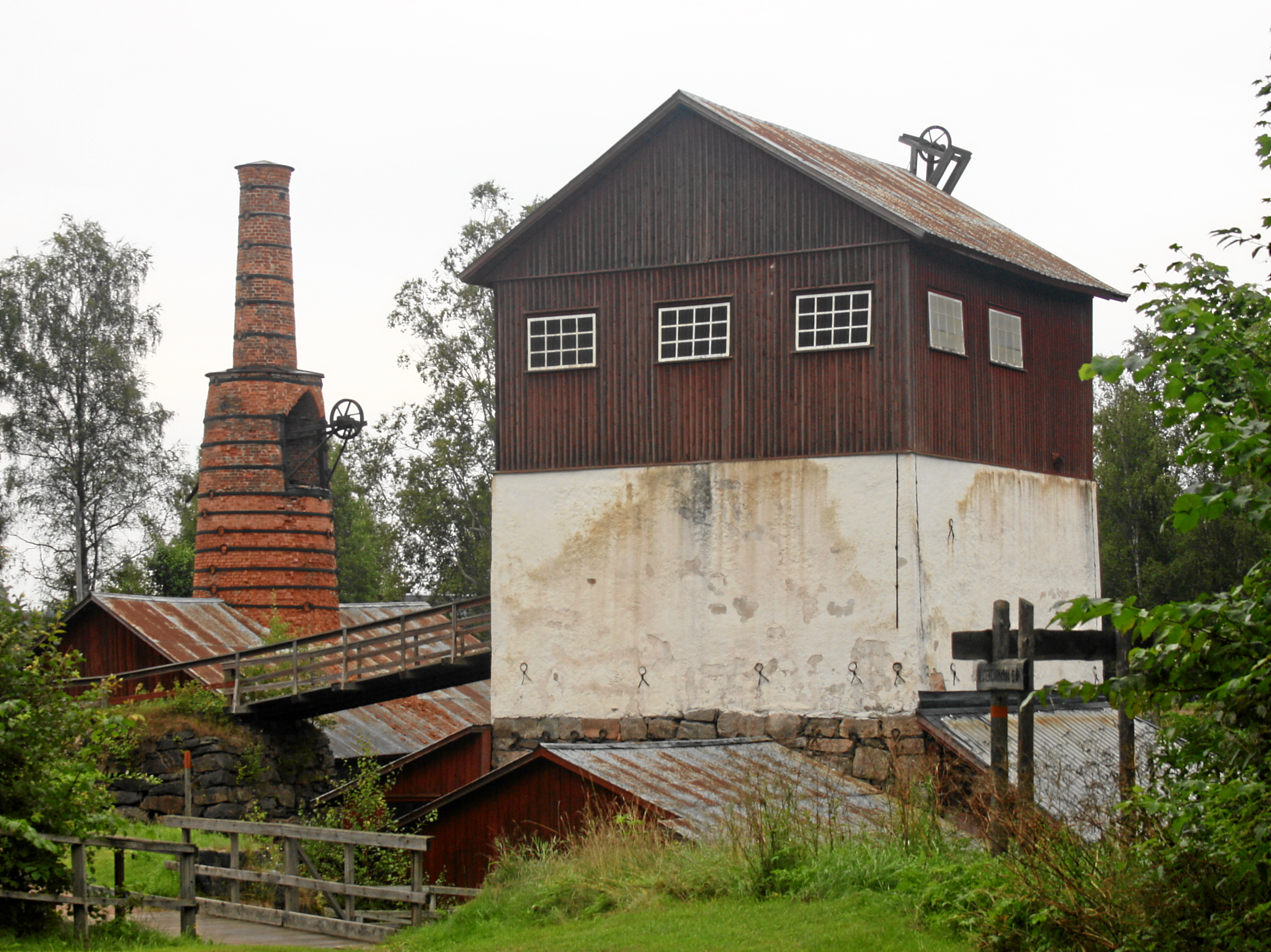
Eisenhütte Brattfors
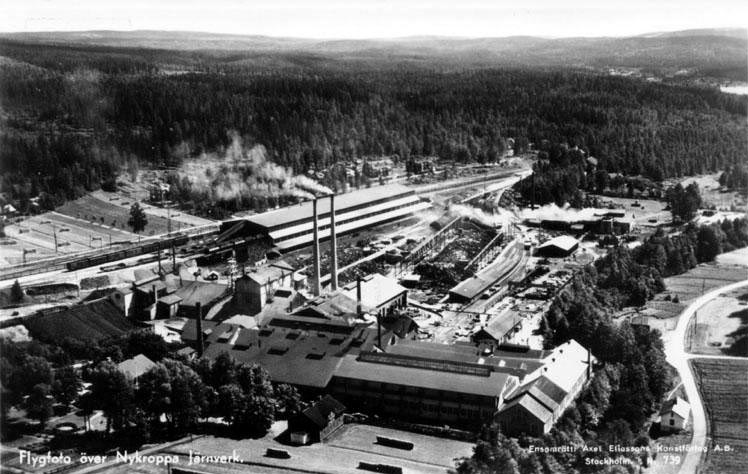
Eisenwerk Nykroppa

In der Gemeinde befindet sich der Hauptsitz und Produktionsort des Wasa-Knäckebrots, allerdings gehört Wasa mittlerweile zum italienischen Barillakonzern. Außerdem hat noch der OLW-Konzern aus der Snackbranche hier seinen Sitz.

## Größere Orte
- Filipstad
- Lesjöfors
- Nykroppa
- Persberg
- Nordmark